# Lomtjärnen (Norrbärke socken, Dalarna, 667681-148511)
Lomtjärnen är en sjö i Smedjebackens kommun i Dalarna och ingår i Norrströms huvudavrinningsområde.